# Клявза

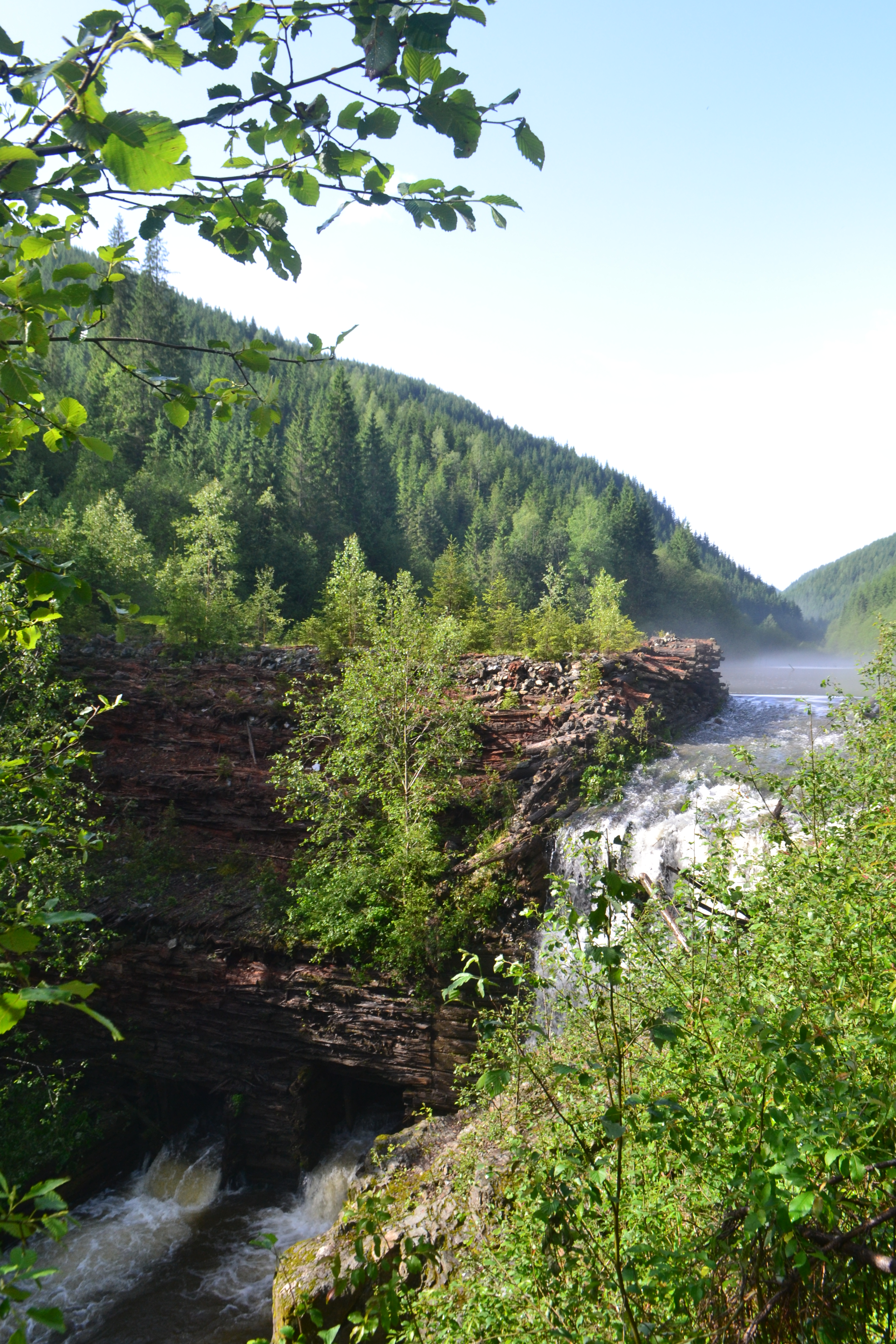
Залишки клявзи на річці Перкалаб

Кля́вза (кляуза) — гідротехнічна споруда; гребля, гать. Слово запозичене з німецької мови (Klause — «ущелина, перевал»). Клявзи будували на річках Українських Карпат. Використовувались переважно для сплавляння лісу — проходження плотів (бокорів) маловодними гірськими річками.
Вище клявзи утворювалося водосховище, на якому формували плоти. Клявзи були обладнані спеціальними воротами-шлюзами. Для спуску води з плотом та плотогонами (бокорашами) шлюз відкривали, і вода з водосховища бурхливим потоком мчала вниз, несучи зі собою пліт. Завдяки цьому пліт допливав до іншої клявзи або до достатньо повноводної річки, якою він міг без перешкод рухатися в долину. Така система діяла увесь рік, за винятком деяких зимових місяців.
Клявзи були дерев'яними, лише основу робили з каміння. Деякі великі клявзи мали додаткові (зазвичай бокові) шлюзи для спуску зайвої води з водосховища.
Донині в Карпатах частково збереглося лише декілька клявз, наприклад клявзи Перкалаб (у верхів'ях Білого Черемошу), Лостунь (на Чорному Черемоші), Чорна Ріка (на Озерянці, притоці Тереблі).
Більше про функціонування і будову клявз можна довідатися в Музеї лісу і сплаву на Чорній Ріці.